# Rhizomyia umbra
Rhizomyia umbra är en tvåvingeart som beskrevs av Fedotova och Vasily S. Sidorenko 2006. Rhizomyia umbra ingår i släktet Rhizomyia och familjen gallmyggor. Inga underarter finns listade i Catalogue of Life.